# Magnus Westergren (tecknare)

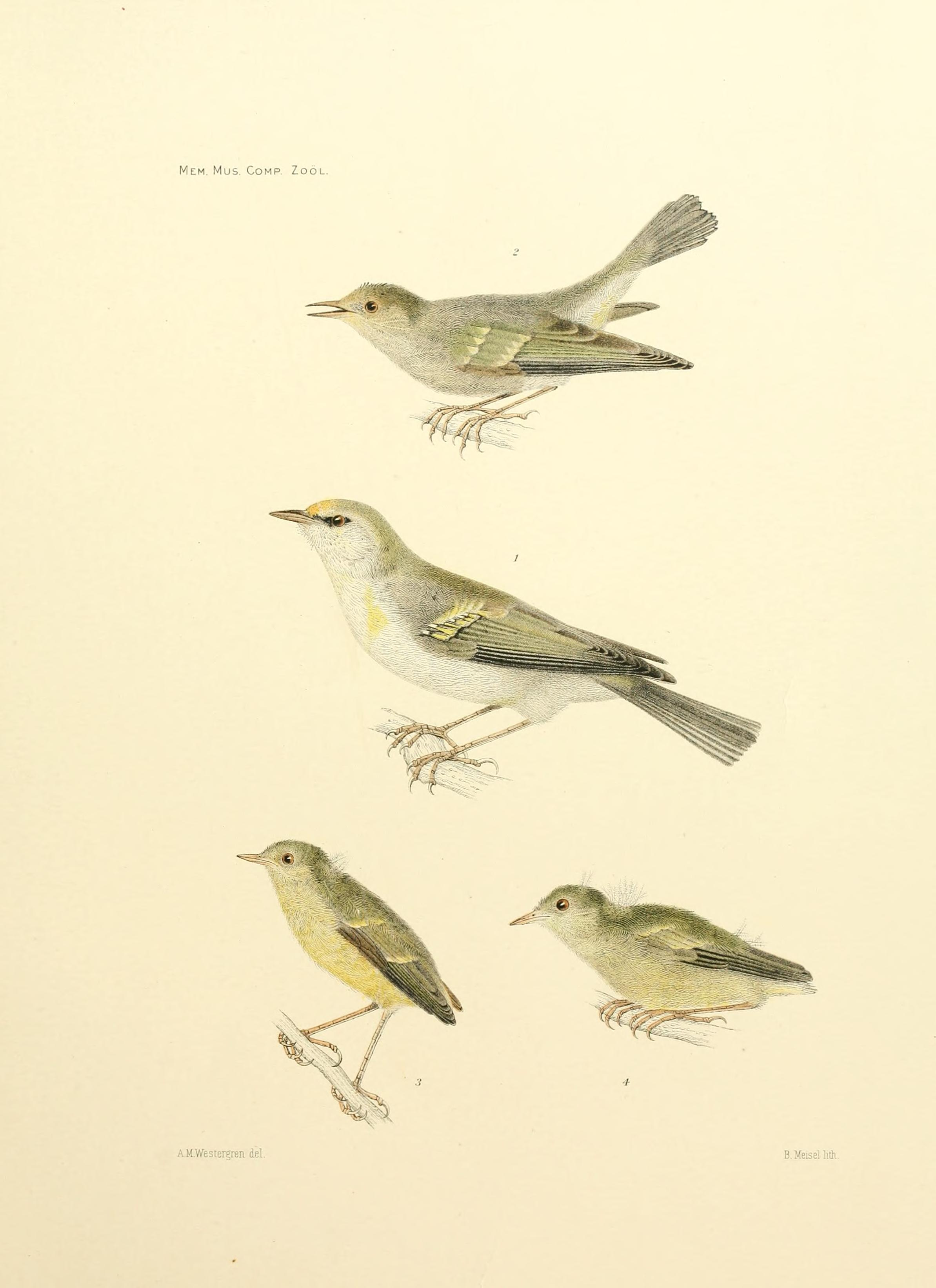
Fågel akvarell i Brewster's warbler av Magnus Westergren

Magnus Andreas Westergren, född 2 februari 1844 i Stockholm, död efter 1905, var en svensk tecknare och målare.
Han var son till boktryckerikonstförvanten Johan Magnus Westergren och Sophia Carolina Nyberg. Westergren studerade vid Konstakademin i Stockholm 1858–1862. Han anmälde sig som frivillig i danska armén i kriget mot Tyskland 1864. Genom bekantskap med Sven Lovén anställdes han 1866 som tecknare vid Naturhistoriska riksmuseet, fram till 1874 då han slutade vid museet hade han producerat omkring 200 planscher och ett stort antal teckningar som användes i flera framstående vetenskapliga verk av bland annat Lovén, Carl Bovallius, Fredrik Adam Smitt och Janne Wallengren. Han tilldelades ett stipendium 1886 från Lars Hiertas minne som han använde till en utlandsresa för att studera fotografins möjligheter vid reproduktion av vetenskapliga avbildningar.
Han emigrerade 1888 till Förenta staterna och har där för bland annat Alexander Agassiz och andras vetenskapliga arbeten producerat ett hundratal färglagda planscher. Som tecknare deltog han i Agassiz Albatross-expedition 1891 till östra Stilla havet och han deltog även i  Agassiz Albatross-expedition 1904–1905 till Påskön och Manga Reva. Westergren är representerad vid Östergötlands museum och Helsingborgs museum. 